# Кудані
Ку́дані (ест. Kudani küla, швед. Gutanäs) — село в Естонії, у волості Ляене-Ніґула повіту Ляенемаа.

## Населення
Чисельність населення на 31 грудня 2011 року становила 11 осіб.

## Географія
Село розташоване на півострові Ноароотсі (Noarootsi poolsaar) на відстані 31 км від Хаапсалу та 7 км на північ від Пюрксі.
На північ від населеного пункту лежать озера Вєеламері (Vööla meri) та Кудані (Kudani järv).
Через територію села проходить автошлях 16122 (Ниммкюла — Аулепа — Естербю).

## Історія
З 1998 року для села затверджена друга офіційна назва шведською мовою — Gutanäs.
9 серпня 2009 року частина території Кудані відійшла до новоствореного села Телізе.
До 21 жовтня 2017 року село входило до складу волості Ноароотсі.